# 皮奥伊州雅托巴
皮奥伊州雅托巴（葡萄牙語：Jatobá do Piauí）是巴西皮奥伊州的一个市镇。总面积663.797平方公里，总人口4501人，人口密度6.8人/平方公里。